# OpenLDI
OpenLDI è un'interfaccia digitale ad alta velocità per collegare Schermi a cristalli liquidi a computer.
Questa interfaccia è poco usata per display separati, mentre ha un largo impiego nel collegamento di display interni in computer portatili.
OpenLDI è basata sulla specifica FPD-Link e usa la tecnologia LVDS per il collegamento.
La specifica è sponsorizzata da National Semiconductor, Texas Instruments, Silicon Graphics ed altri. OpenLDI è oggi meno usata dello standard più diffuso, DVI .